# Élections générales uruguayennes de 2019
Les élections générales uruguayennes de 2019 ont lieu les 27 octobre et 24 novembre 2019 afin d'élire simultanément le président et le vice-président ainsi que les 99 membres de la chambre des représentants et les 30 membres du Sénat de l'Uruguay. Un référendum constitutionnel sur un ensemble de mesures sécuritaires est organisé simultanément.
Le président sortant Tabaré Vázquez n'est pas candidat à sa réélection, en accord avec la constitution qui ne permet pas les mandats présidentiels consécutifs.
Le candidat du gouvernement sortant Daniel Martínez arrive en tête du premier tour, mais ne parvient pas à réunir la majorité absolue dès celui ci. Un ballotage organisé un mois plus tard l'oppose par conséquent au candidat du Parti national Luis Alberto Lacalle Pou, jugé favori du scrutin du fait des probables reports de voix de l'opposition. Ce dernier l'emporte finalement par une courte majorité de 50,79 % des voix.
L'élection débouche sur la formation du gouvernement Lacalle Pou I.

## Contexte
Le Front large met en avant son très bon bilan économique : depuis son arrivée au pouvoir en 2004, le taux de pauvreté a chuté de 40 % à 8 %, le salaire moyen a augmenté de 55 %, le PIB a progressé de 4 % par an en moyenne et le nombre de personnes bénéficiant d'une couverture médicale est passé de 700 000 à 2,5 millions. Plusieurs réformes sociétales, telles que la légalisation de l'avortement et du cannabis ainsi que la reconnaissance du mariage homosexuel, ont été adoptées. Le candidat de la coalition de gauche pour la présidence, Daniel Martínez, est ainsi crédité de 40 à 44 % d'intentions de vote au premier tour. Le président sortant Tabaré Vázquez n'est quant à lui pas candidat à sa réélection, la constitution ne permettant pas les mandats présidentiels consécutifs.

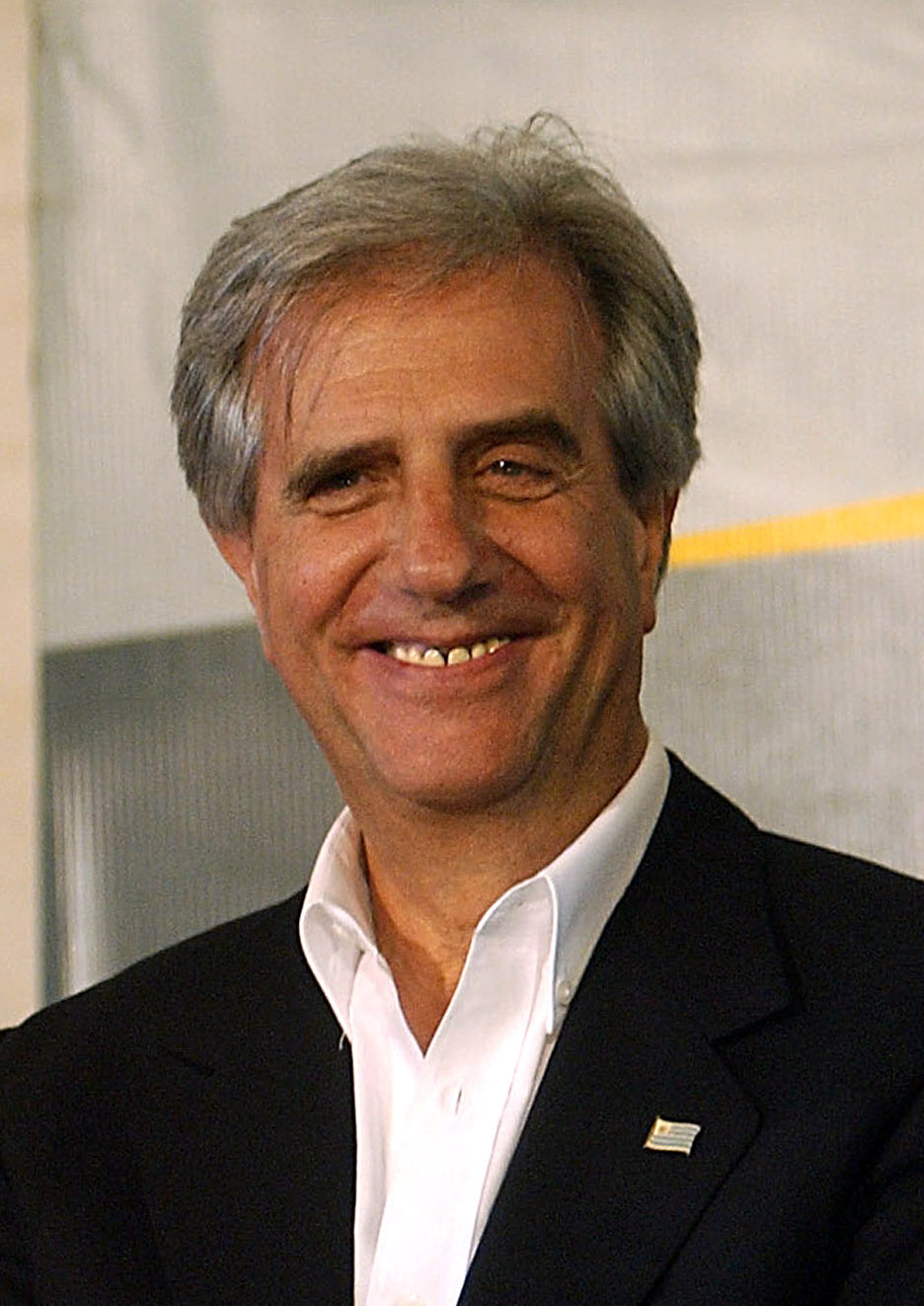
Le président sortant Tabaré Vázquez.

Le gouvernement du Front large se met cependant à dos l'institution militaire au cours de l'année 2019. Les forces armées sont en effet mises en cause par un ancien officier pour l’assassinat sordide d’un opposant pendant la dictature. Devant la décision d'un tribunal militaire d’honneur de ne pas donner de suite judiciaire, le président Tabaré Vázquez démet de leurs fonctions le chef d’État major de l’armée de terre et six généraux. L’ex-chef d’État major de l’armée de terre, Guido Manini Ríos (es), prend alors à partie le chef de l’État, le qualifiant « de canaille, fragile et irresponsable », avant d'annoncer sa candidature à l'élection présidentielle. Parfois comparé au président brésilien Jair Bolsonaro, qu'il a rencontré le jour de sa prise de fonction, il revendique une révision de la politique de sécurité publique, affirmant que la société uruguayenne « est en état de peur généralisée » du fait de « violences criminelles ». Il est ainsi crédité de 8 à 10 % des intentions de vote.
Le thème de la hausse de l'insécurité occupe une place importante dans la vie politique uruguayenne depuis les élections législatives et présidentielle de 2009. Le gouvernement dirigé par le Front large fait l'objet de nombreuses critiques sur ce thème de la part des partis National et Colorado, dans l'opposition depuis 2004. En 2014, un référendum est ainsi organisé sur un amendement constitutionnel abaissant la majorité pénale de dix huit à seize ans. La proposition est cependant rejetée dans les urnes, seuls 46,81 % des électeurs ayant votés en faveur.
Le Parti national place également le thème de la sécurité au centre de sa campagne en 2019 Face à la hausse de la criminalité, un projet d'amendement constitutionnel est porté par un groupe de collecte de signatures formé à la suite de l'appel du sénateur Jorge Larrañaga, candidat malheureux du Parti national à la présidentielle de 2004. Sous le slogan « Vivre sans peur », le groupe parvient ainsi à collecter suffisamment de signatures pour soumettre au vote l'inscription dans la constitution d'un ensemble de mesures à visée sécuritaire. Les référendums d'initiative populaire sont en effet possibles en Uruguay, dont la constitution organise le cadre légal de cette forme de démocratie directe. La population est de ce fait amenée à se prononcer en même temps que les autres scrutins sur un amendement constitutionnel introduisant plusieurs mesures d'ordre sécuritaire. Sont ainsi prévus la création d'une garde nationale, l'interdiction des libérations anticipées pour certains crimes graves, la légalisation de la prison à vie et celle des raids de police nocturne.

## Système électoral
L'ensemble des scrutins se déroule simultanément, le seul vote de l'électeur pour un parti comptant pour ses candidats à la présidence, à la vice présidence, à la Chambre des représentants, et au Sénat, selon un système électoral connu sous le nom de Ley de lemas.

### Président
Le président uruguayen est élu en même temps que son vice-président au scrutin uninominal majoritaire à deux tours pour un mandat de cinq ans non renouvelable de manière consécutive. Si aucun candidat ne remporte la majorité absolue des voix dès le premier tour, un second est organisé entre les deux candidats arrivés en tête. Celui recueillant le plus de suffrages est alors déclaré élu.

### Parlement

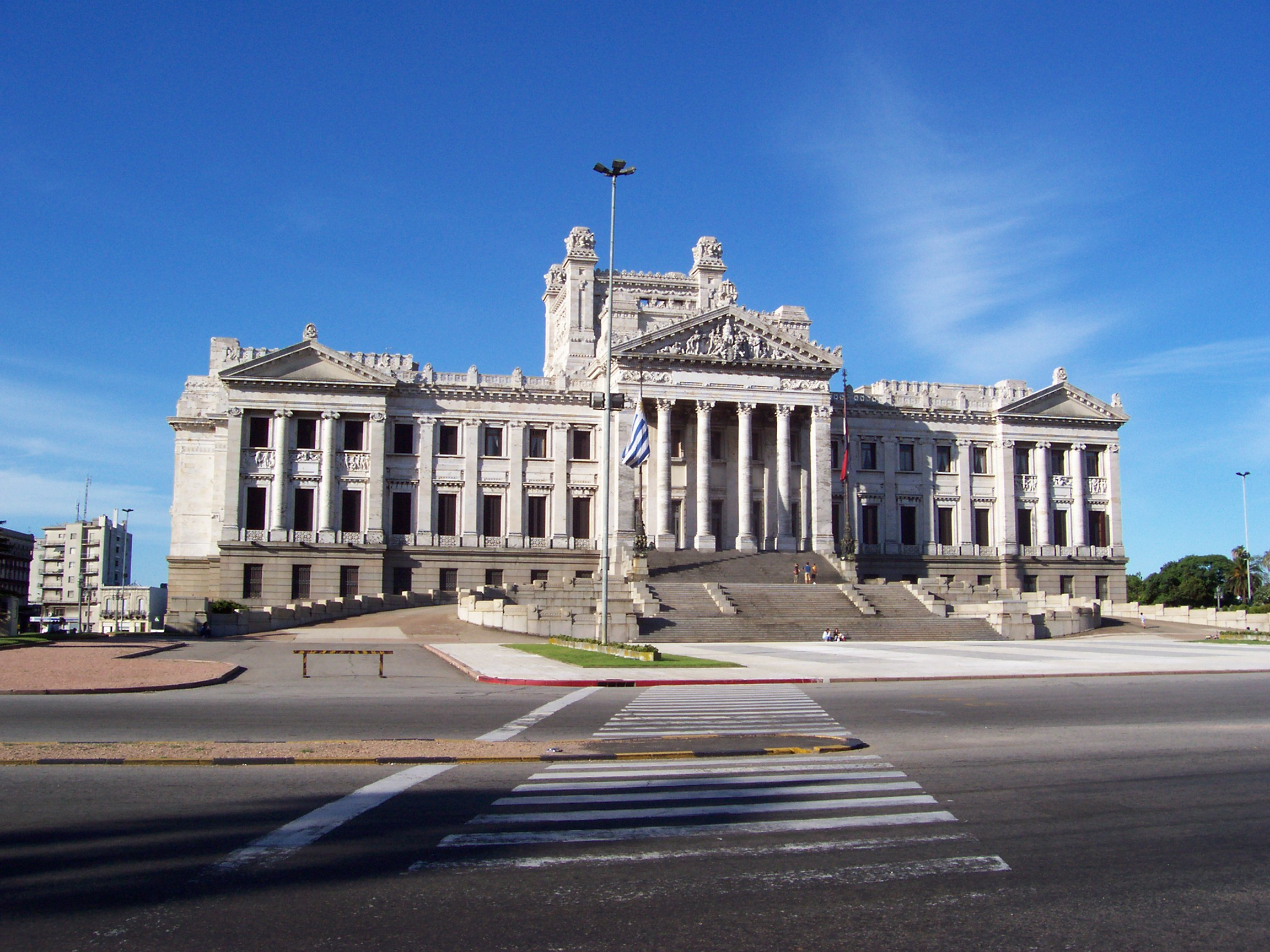
Le Palais législatif à Montevideo.

L'Uruguay est dotée d'un parlement bicaméral appelé Assemblée générale. Celle-ci est composée d'une chambre basse, la Chambre des représentants, et d'une chambre haute, le Sénat. Toutes deux sont renouvelées simultanément pour un mandat de cinq ans.
La chambre des représentants est dotée de 99 sièges pourvus au scrutin proportionnel plurinominal dans 19 circonscriptions correspondant aux départements du pays. Le nombre de sièges est attribué en fonction de leur population, avec un minimum de deux sièges par département.
Le Sénat est quant à lui doté de 30 sièges pourvus au scrutin proportionnel plurinominal selon la même méthode, mais au sein d'une unique circonscription nationale.
Une fois le décompte des suffrages terminé, la répartition des sièges se fait à la proportionnelle sur la base du quotient simple, et les sièges restants selon la méthode de la plus forte moyenne. 
Les candidats doivent avoir au moins 25 ans pour être député, et 30 ans pour être sénateur. Le vice-président devient également le président du Sénat. Le nombre de sièges composant celui-ci étant pair, la voix du vice-président peut être déterminante pour départager les votes à la majorité absolue.

## Forces en présence
| Parti | Parti                                        | Idéologie                                                                                | Candidat                 | Résultats de 2014                        |
| ----- | -------------------------------------------- | ---------------------------------------------------------------------------------------- | ------------------------ | ---------------------------------------- |
|       | Front large Frente Amplio (FA)               | Gauche à centre gauche Socialisme démocratique, social-démocratie, progressisme          | Daniel Martínez          | 49,45 % des voix 50 députés 15 sénateurs |
|       | Parti national Partido Nacional (PN)         | Droite Nationalisme, national-conservatisme, libéralisme économique                      | Luis Alberto Lacalle Pou | 31,94 % des voix 32 députés 10 sénateurs |
|       | Parti Colorado Partido Colorado (PC)         | Centre droit Libéralisme, social-libéralisme, battlisme                                  | Ernesto Talvi            | 13,33 % des voix 13 députés 4 sénateurs  |
|       | Parti indépendant Partido Independiente (PI) | Centre à Centre gauche Social-démocratie, socialisme démocratique, démocratie chrétienne | Pablo Mieres             | 3,20 % des voix 3 députés 1 sénateur     |
|       | Cabildo ouvert Cabildo Abierto (CA)          | Droite à extrême droite National-conservatisme, populisme de droite                      | Guido Manini Ríos        | Nouveau                                  |
|       | Parti du peuple Partido de la Gente (PG)     | Droite Néolibéralisme, populisme de droite                                               | Edgardo Novick           | Nouveau                                  |

## Sondages
Pour des raisons techniques, il est temporairement impossible d'afficher le graphique qui aurait dû être présenté ici.

## Résultats
|                       |                                               |                                          |              |              |             |               |         |               |        |               |  |  |  |  |
| Parti                 | Parti                                         | Candidats à la présidence et colistiers  | Premier tour | Premier tour | Second tour | Second tour   | Sièges  | Sièges        | Sièges | Sièges        |  |  |  |  |
| Parti                 | Parti                                         | Candidats à la présidence et colistiers  | Votes        | %            | Votes       | %             | Chambre | +/–           | Sénat  | +/–           |  |  |  |  |
|                       | Front large (FA)                              | Daniel Martínez Graciela Villar          | 949 376      | 39,02        | 1 152 271   | 49,21         | 42      | 8             | 13     | 2             |  |  |  |  |
|                       | Parti national (PN)                           | Luis Alberto Lacalle Pou Beatriz Argimón | 696 452      | 28,62        | 1 189 313   | 50,79         | 30      | 2             | 10     | en stagnation |  |  |  |  |
|                       | Parti Colorado (PC)                           | Ernesto Talvi Robert Silva               | 300 177      | 12,34        |             |               | 13      | en stagnation | 4      | en stagnation |  |  |  |  |
|                       | Cabildo ouvert (CA)                           | Guido Manini Ríos Guillermo Domenech     | 268 736      | 11,04        | 11          | 11            | 3       | 3             |        |               |  |  |  |  |
|                       | Parti écologiste radical intransigeant (PERI) | César Vega Andrés Chucarro               | 33 461       | 1,38         | 1           | 1             | 0       | en stagnation |        |               |  |  |  |  |
|                       | Parti du peuple (PG)                          | Edgardo Novick Daniel Peña               | 26 313       | 1,08         | 1           | 1             | 0       | en stagnation |        |               |  |  |  |  |
|                       | Parti indépendant (PI)                        | Pablo Mieres Mónica Bottero              | 23 580       | 0,97         | 1           | 2             | 0       | 1             |        |               |  |  |  |  |
|                       | Unité populaire (UP)                          | Gonzalo Abella Gustavo López             | 19 728       | 0,81         | 0           | 1             | 0       | en stagnation |        |               |  |  |  |  |
|                       | Parti vert animalier (PVA)                    | Gustavo Salle Enrique Viana              | 19 392       | 0,80         | 0           | en stagnation | 0       | en stagnation |        |               |  |  |  |  |
|                       | Parti digital (PD)                            | Daniel Goldman Diego Ruete               | 6 363        | 0,26         | 0           | en stagnation | 0       | en stagnation |        |               |  |  |  |  |
|                       | Parti des travailleurs (PT)                   | Rafael Fernández Andrea Revuelta         | 1 387        | 0,06         | 0           | en stagnation | 0       | en stagnation |        |               |  |  |  |  |
|                       |                                               |                                          |              |              |             |               |         |               |        |               |  |  |  |  |
| Votes valides         | Votes valides                                 | Votes valides                            | 2 344 965    | 96,37        | 2 341 584   | 96,23         |         |               |        |               |  |  |  |  |
| Votes blancs          | Votes blancs                                  | Votes blancs                             | 43 597       | 1,79         | 38 024      | 1,57          |         |               |        |               |  |  |  |  |
| Votes nuls            | Votes nuls                                    | Votes nuls                               | 44 802       | 1,84         | 53 588      | 2,20          |         |               |        |               |  |  |  |  |
| Total                 | Total                                         | Total                                    | 2 433 364    | 100          | 2 433 196   | 100           | 99      | en stagnation | 30     | en stagnation |  |  |  |  |
| Abstention            | Abstention                                    | Abstention                               | 266 614      | 9,88         | 266 784     | 9,88          |         |               |        |               |  |  |  |  |
| Inscrit/participation | Inscrit/participation                         | Inscrit/participation                    | 2 699 978    | 90,12        | 2 699 980   | 90,12         |         |               |        |               |  |  |  |  |

 Représentation des résultats du second tour :
| Luis Alberto Lacalle Pou (50,79 %) |  |  | Daniel Martínez (49,21 %) |
| ▲                                  |  |  |                           |
| Majorité absolue                   |  |  |                           |

## Conséquences

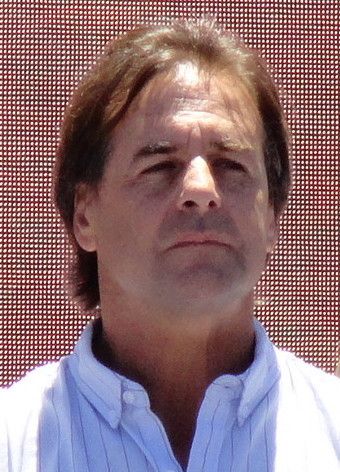
Luis Alberto Lacalle Pou.

Le 24 novembre, l'annonce du vainqueur de la présidentielle est repoussée de plusieurs jours du fait d'une particularité du système électoral uruguayen qui permet aux électeurs de voter en dehors des bureaux de vote leur étant assignés. Leurs votes sont mis de côté lors du dépouillement des voix, afin d'être décomptés à une date ultérieure, avant la proclamation des résultats définitifs. Dans le cas de référendum, lorsque le total de ces votes en attente est de loin inférieur à l'écart entre le pour et le contre, la commission électorale décide même le plus souvent de ne pas procéder à leurs dépouillement. Le second tour des élections de 2019 donne Luis Alberto Lacalle Pou en tête avec une avance de 28 666 voix sur Daniel Martínez, soit un écart inférieur aux 35 229 bulletins de vote en attente. La commission électorale décide par conséquent de surseoir de deux jours à la déclaration des résultats, l'écart d'incertitude ne lui permettant pas de proclamer un vainqueur. Une victoire de Daniel Martínez après décompte est cependant jugée très peu probable, celle-ci supposant que la quasi-totalité des suffrages en question se soient portés en sa faveur. La victoire de Lacalle Pou est confirmée sans surprise par les résultats définitifs, celui-ci l'emportant finalement par 50,79 % des voix.
L'étroite victoire de Lacalle Pou se révèle une mauvaise surprise pour le candidat, les sondages d'opinion l'ayant donné favori avec de 5 à 8 points d'avance au cours de la campagne et de l'entre-deux tours. Ce résultat inattendu permet à Martinez et au Front Large de perdre d'une façon honorable, en montrant qu'ils disposent encore d'un fort soutien dans la population. Lacalle Pou en prend note dès le 24 au soir, insistant lors d'une allocution sur la « nécessité d'unir la société et les Uruguayens ». L'élection présidentielle reste malgré tout une importante victoire pour le candidat, qui devient le premier homme politique uruguayen de droite depuis quinze ans à prendre la tête du pays. Lacalle Pou dispose par ailleurs d'une majorité de droite au parlement, bien que celle-ci soit composée de plusieurs partis entre lesquels existent des tensions du fait de la personnalité polémique du fondateur du nouveau parti d’extrême droite Cabildo ouvert, Guido Manini Ríos (en),.